# Johannes Hubschmid
Johannes Hubschmid (* 14. August 1916 in Küsnacht; † zwischen 6. und 13. Januar 1995 in Heidelberg) war ein Schweizer Romanist und Hochschullehrer.

## Leben und Wirken
Nach seiner Matura 1935 in Zürich studierte Johannes Hubschmid Romanistik und Indogermanistik, zunächst von 1935 bis 1936 an der Universität Zürich, 1937 an der Universität Grenoble und 1939 in Paris. 1942 promovierte er an der Universität Zürich bei Jakob Jud. 1943 hielt er sich zu weiteren Studien an der Universität Florenz auf. Von 1944 bis 1952 arbeitete er als Linguist bei der Eidgenössischen Landestopografie und war Mitarbeiter am Französischen Etymologischen Wörterbuch. Im Jahre 1949 habilitierte er sich an der Universität Bern und war dort als Privatdozent, ab 1964 als Honorarprofessor tätig. Ab 1962 lehrte er ausserdem als Privatdozent, später als ausserordentlicher Professor an der Universität Heidelberg. Gastdozenturen führten ihn nach Paris und an die Universität Frankfurt am Main.
Hubschmid beschäftigte sich vor allem mit der Etymologie der romanischen Sprachen.

## Veröffentlichungen (Auswahl)
- Praeromanica. Studien zum vorromanischen Wortschatz der Romania mit besonderer Berücksichtigung der frankoprovenzalischen und provenzalischen Mundarten der Westalpen (= Romanica Helvetica. Bd. 30). Francke, Bern 1949 (zugl. teilw. Dissertation Universität Zürich).
- Alpenwörter romanischen und vorromanischen Ursprungs. Francke, Bern 1951.
- Sardische Studien. Das mediterrane Substrat des Sardischen, seine Beziehungen zum Berberischen und Baskischen sowie zum eurafrikanischen und hispano-kaukasischen Substrat der romanischen Sprachen (= Romanica Helvetica. Bd. 41). Francke, Bern 1953.
- Pyrenäenwörter vorromanischen Ursprungs und das vorromanische Substrat der Alpen. Univ. Salamanca 1954.
- (Hrsg.): Bibliographia onomastica Helvetica. Wyss, Bern 1954.
- Schläuche und Fässer. Wort- und sachgeschichtliche Untersuchung mit besonderer Berücksichtigung des romanischen Sprachgutes in und außerhalb der Romania sowie der türkisch-europäischen und türkisch-kaukasisch-persischen Lehnbeziehungen (= Romanica Helvetica. Bd. 54). Francke, Bern 1955.
- Mediterrane Substrate. Mit besonderer Berücksichtigung des Baskischen und der west-östlichen Sprachbeziehungen (= Romanica Helvetica. Bd. 70). Francke, Bern 1960.
- Substratprobleme. Eine neue iberoromanisch-alpinlombardische Wortgleichung vorindogermanischen Ursprungs und die vorindogermanischen Suffixe ‑ano- und ‑s(s)-. In: Vox Romanica. Bd. 19, 1960, S. 125–303.
- Thesaurus praeromanicus. 2 Bände. Francke, Bern 1963/1965.
- Die asko-/usko-Suffixe und das Problem des Ligurischen. Atrey, Paris 1969.
- Etymologische Wörterbücher des Rumänischen. In: Günter Holtus, Edgar Radtke (Hrsg.): Rumänistik in der Diskussion. Sprache, Literatur und Geschichte (= Tübinger Beiträge zur Linguistik. Bd. 259). Narr, Tübingen 1986, ISBN 3-87808-859-0, S. 74–90.

Festschrift
- Otto Winkelmann, Maria Braisch (Hrsg.): Festschrift für Johannes Hubschmid zum 65. Geburtstag. Beiträge zur allgemeinen, indogermanischen und romanischen Sprachwissenschaft. Francke, Bern 1982, ISBN 3-7720-1562-X.